# Szerdahelyi Gábor (püspök)
Nyitraszerdahelyi Szerdahelyi Gábor, Zerdahelyi (Nyitraszerdahely, 1742. október 16. – Besztercebánya, 1813. október 5.) bölcseleti és teológiai doktor, besztercebányai püspök.

## Élete

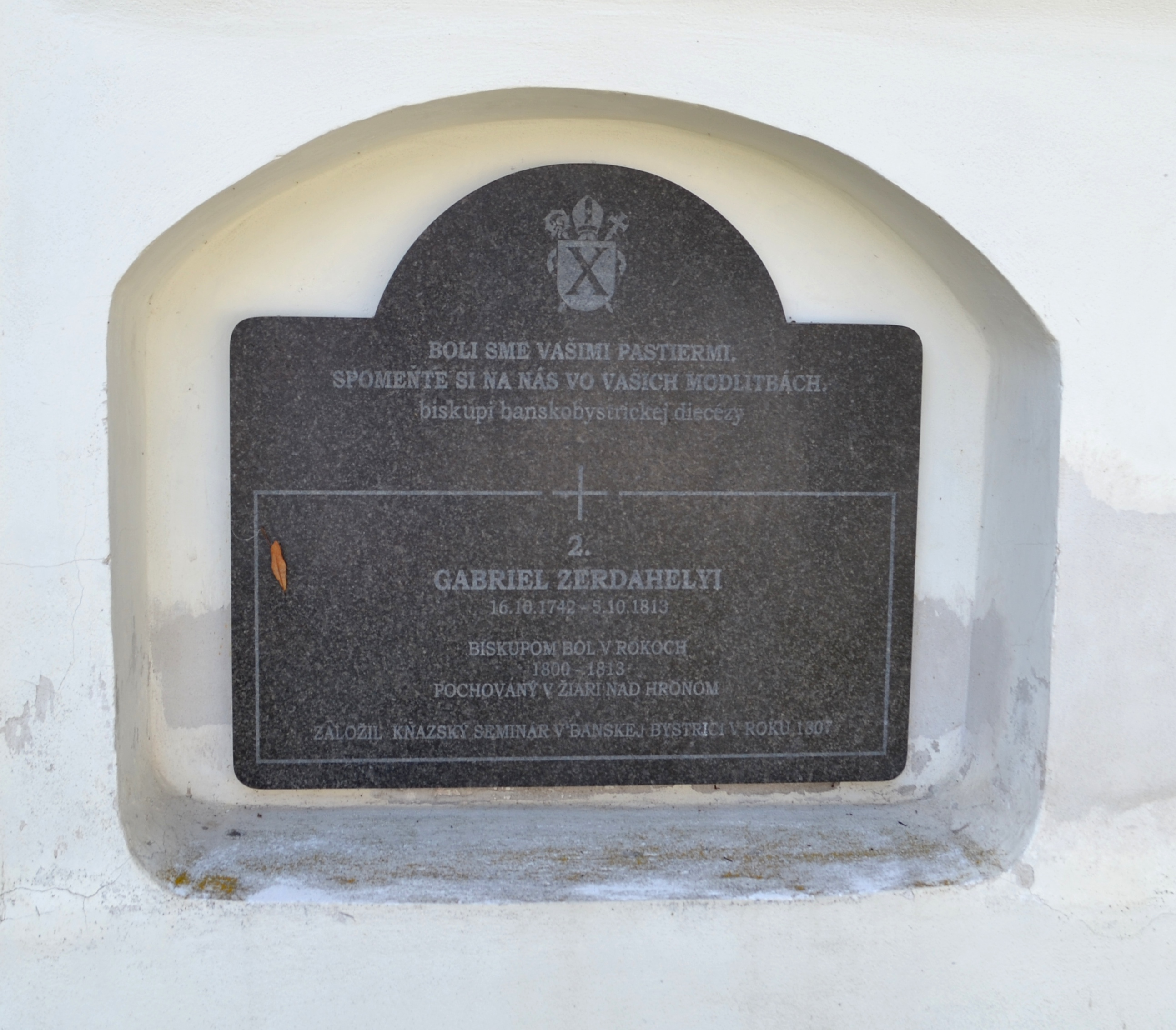
Besztercebányai emléktábla őrzi a Szerdahelyi Gábor püspök emlékét

Szerdahelyi Imre és nagy-bossányi Bossány Anna fia. 1751-ben került a pozsonyi Szent Imre papnevelőházba, 1758-60-ban pedig a nagyszombati kollégiumban tanulta a bölcseletet, 1761-64-ben Rómában a teológiát és ugyanott 1765-ben pappá szentelték. 1766-ben Pesten volt segédlelkész, 1767-ben vadkerti plébános és alesperes; 1768-ban az esztergomi érseki helynökséghez titkárnak, majd irodaigazgatónak, 1771. február 11-én esztergomi kanonoknak neveztetett ki. 1772-ben nyerte el a poroszlói apátságot és megbízták a Szent Istvánról nevezett papnevelő kormányzásával.
1774-ben a káptalani javak igazgatását ruházták rá; ugyanez évben lett a Hétszemélyes Tábla tagja és curzolai címzetes püspök. 1780-ban váci nagypréposttá, püspöki helyettessé nevezték ki és 1781-ben titopolisi püspökké szentelték fel. Végül 1800. augusztus 16-án a király besztercebányai püspökké nevezte ki.

Közel 60 000 forintnyi költséggel felépíttette a garamszentkereszti templomot; egy másik templomot Koszorin építtetett; Nyitraszerdahelyen már váci nagyprépost korában emeltetett templomot. Ő vetette meg alapját a szentkereszti püspöki könyvtárnak.

## Művei
- Oratio ad Suam Majestatem Caesareo-Regiam in comitiva amplae Deputationis... dicta Viennae Die 5-ta Sept. A. 1795... Pestini, 1795
- Summa pastoralis officii ex institutione parochi, olim praeconis verbi Dei P. Pauli Segneri S. J. extracta, ac ad usus cleri dioecesis Neosoliensis recusa et textibus scripturae sententiis p. p. ecclesiasticisque constitutionibus adaucta et illustrata, Vacii, 1801
- Statuta ecclesiastica Dioec. Neosol. Neosolii, 1802
- Ceremoniae Missae solemnis. Uo. 1805
- Sermo... occasione adapesti neo-erecti seminarii cleri junioris, habitus Neosolii VIII. Dec. A. 1807. Uo.
- Sermo occasione consecr. Ecclesiae S. Crucis Neosol. Schemnicii, 1811

Katona szerint országgyűlési beszédeit (1790-91. és 1795), úgyszintén De Tolerantia Christiana és De bonis ecclesiasticis c. műveit névtelenül adta ki. Levelezéseit, melyek a besztercebányai könyvtárban vannak, Ipolyi Arnold szándékozott kiadni.